# Vide Bouteille
Vide Bouteille (dt.: „Leere Flasche“) ist ein nördlicher Vorort der Landeshauptstadt Castries im Quarter (Distrikt) Castries im Westen des Inselstaates St. Lucia in der Karibik. 

## Geographie
Der Ort liegt nordöstlich im Anschluss an den George F. L. Charles Airport an der Choc Bay (Malabar Beach). Im Umkreis schließen sich folgende Verwaltungseinheiten an: Choc (N), Summersdale, Bissee (O), Active Hill, City Gate/La Clery und Vigie (S).
Im Ortsgebiet liegt die Castries Comprehensive Secondary School und die Ravine Glode mündet in die Choc Bay.

## Klima
Nach dem Köppen-Geiger-System zeichnet sich Vide Bouteille durch ein tropisches Klima mit der Kurzbezeichnung Af aus.